# Máriát dicsérje lelkünk
A Máriát dicsérje lelkünk kezdetű népéneket a Szeplőtelen fogantatás ünnepén (december 8.) éneklik. Dallamát Mátray Gábor (1815–1881), szövegét Szabó Imre írta.
Ugyanezt a dallamot nagyszombaton Mint a szarvas ér vizéhez kezdetű szöveggel éneklik. A szöveg Dávid király 41. zsoltára (Sicut cervus) Kálmán Károly fordításában.

## Kotta és dallam
| Máriát dicsérje lelkünk, Máriát dicsérje szánk, Őt, ki által Isten annyi szent malasztja szálla ránk, Kit Fiának nagy kegyelme kezdet óta őrizett, Akihez a legparányibb bűnhomály sem férkezett.         | Mindazok közt, kikre Éva megcsalatva bűnt hozott, És a bűnnel a halál és kárhozat leszármazott: Márián magán nem ejte Éva bűne csak sebet, Kit az ősi vétek ellen egy magas védpajzs fedett.                          |
| Üdvözölt légy, feddhetetlen tisztaságú Szűzanya, Élet és erény leánya, Boldogasszony Mária! Tiszta vagy te, mint a harmat, mely egekből gyöngyözött, Sérthetetlen liliomként állsz a bűntövis között.     | Tiszta szűz te, akitől a másik Ádám teste lett, Ép virág, hibás gyökéren, mely hibátlanul eredt: Üdvözölt légy, ritka szépség, hervadatlan rózsafa, Melynek, Isten úgy akarván, Jézusunk lett bimbaja.                |
| Ó miképpen zenghetünk hát néked illő éneket, Bűnösök mi, kik szívünkön hordozunk oly sok sebet! Gyöngy mellé a sár nem illik, bűnt utál a szűz erény, Hogy figyelhetsz hát miránk te: éjszakára égi fény. | Ó de tudjuk, hogy mihozzánk szűz szíved szerelme nagy, Hisz te irgalom szülője, s bűnösöknek Anyja vagy: Ó tekints le irgalommal, szent kegyelmek anyja, ránk. S bárha vétkezénk, nekünk is, bűnösöknek, légy anyánk. |
| Csüggedőknek légy reménye, a szegények gyámola, Szenvedők vigasztalója, sebhedettek orvosa: Légy erőnk a bűnveszélyben, a halálban ápolónk, Lelki üdvünk szent ügyében légy fiadnál pártolónk.            | |

A zsoltár szövege magyarul:
| Mint a szarvas ér vizéhez, lelkem Hozzád, égi Lény, Úgy sóhajt, úgy szomjaz, éhez, vajh elérlek egykor én? Bús hívednek bánat árja éjjel-nappal étke lett, Mert az álnok azt kiáltja, el nem érlek Tégedet.        | Rád gondolva, árva lelkem búbánatban ég, eped, Nem dallhatván hálatelten templomodban éneked. Üdvözít az Isten engem, bár ma Hermon hegy tövén Száz örvény közt, förgetegben, tenger kínnal küzdök én.           |
| Napjaim mily jók valának, hogy megálda engemet! Hálám ott az üdv Urának éjjel-nappal zenghetett. Kérve kérlek, óvj meg engem, itt se hagyj el, ó vigyázz! Mért szorongat úgy az ellen, mért környékez ennyi gyász? | Csontjaimat porba ontják, összezúznak engemet! S gúnykacagva egyre mondják, hol van a te Istened?! Mért vagy oly bús, árva lelkem, mért szorongasz oly nagyon? Bízzál édes Istenedben, lesz még víg dal ajkadon! |

## Felvételek
- SZVU 161 Máriát dicsérje lelkünk. YouTube. Kassa, Szemináriumtemplom (2011. március 20.)  (Hozzáférés: 2017. február 1.) (audió)
- Máriát dicsérje lelkunk. YouTube (2013. július 27.)  (Hozzáférés: 2017. február 1.) (audió, képsorozat) könnyűzenei feldolgozás